# Parque nacional de Žemaitija
El Parque nacional de Samogitia o Parque nacional de Samogicia (en lituano, Žemaitijos nacionalinis parkas) es un parque nacional de Lituania. Se encuentra en las Alturas Samogitianas, a 45 km del mar Báltico. Los lagos abarcan más del 7% del territorio. El lago Plateliai (12,05 km², 47 m de profundidad) es el lago más grande. La ciudad de Plateliai, situada en la orilla del lago, es la sede de la administración del parque y un popular destino turístico.

## Base de Misiles Nucleares de Plokštinė
El parque nacional contiene en su interior la Base de Misiles de Plokštinė. Ésta era una base militar soviética de cuatro silos de misiles nucleares de medio alcance que estuvo en servicio activo desde el 1 de enero de 1962 hasta 18 de junio de 1978, cuando se sacaron los cuatro misiles nucleares de los silos y la base pasó a la situación militar de reserva activa. Los misiles de la base eran los SS-4 (denominación de la OTAN) o R-12U (denominación soviética), que tenían una sola cabeza nuclear por cada misil y un alcance suficiente para bombardear las bases de Rota, Sigonella e Incirlik en España, Italia y Turquía respectivamente. Cada tres o cuatro años los misiles se reprogramaban para apuntar a un blanco diferente.

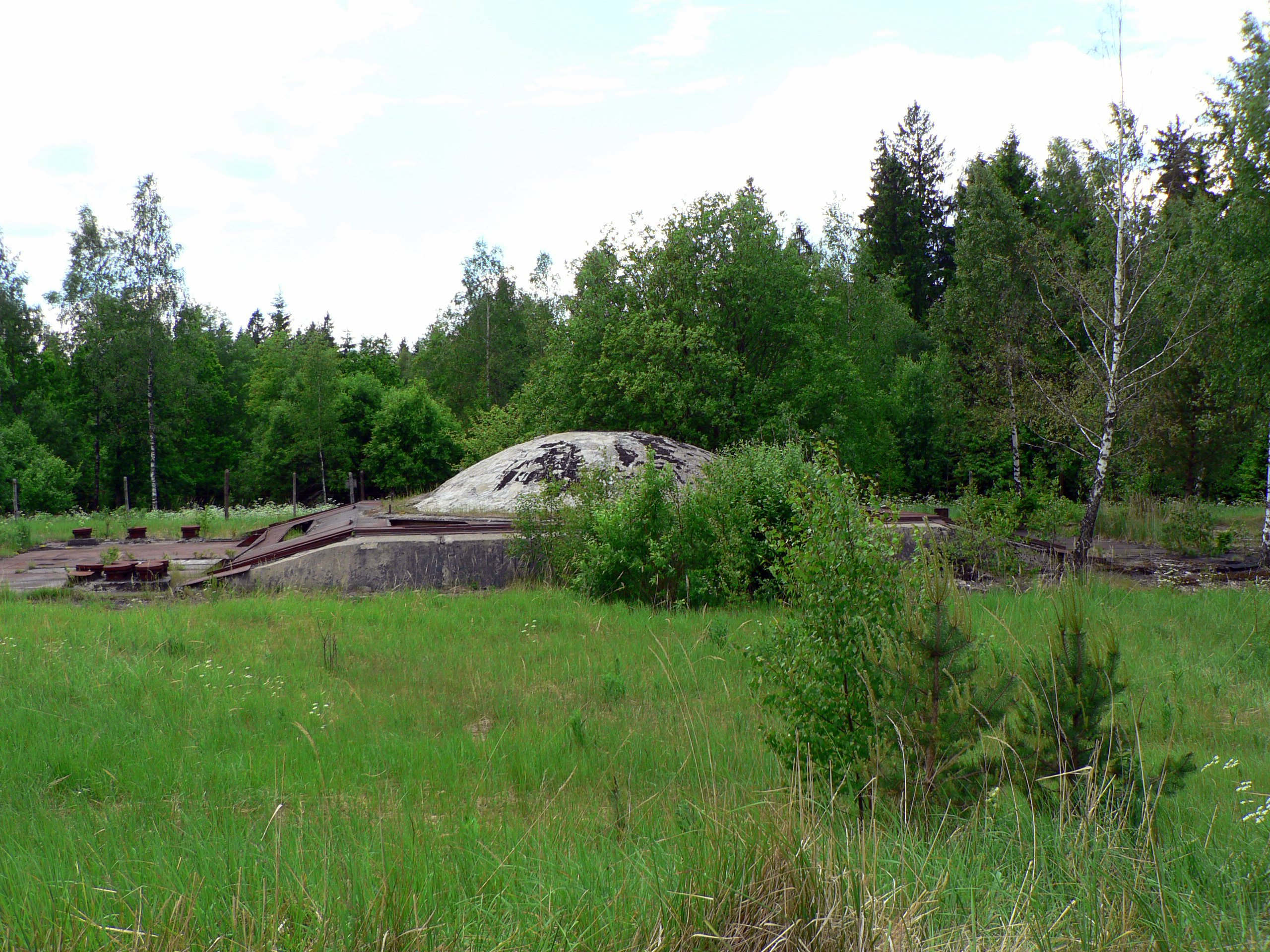
El silo de lanzamiento de misiles subterráneos R-12U en la base del bosque de Plokštinė.

En una operación secreta para los mismos altos cargos del partido, el regimiento de misiles de Plokštinė participó en el crisis de los misiles de Cuba. El regimiento ayudó a construir una copia de la base en Cuba. También transportó hasta Cuba por trenes y barcos, la reserva de misiles SS-4 y respectivas cabezas nucleares que se guardaban, fuera de los silos de Plokštinė, en el polvorín nuclear vecino de Šateikiai.
La base se abandonó definitivamente con la independencia de Lituania, el colapso de la Unión Soviética y la retirada del Ejército Soviético de Lituania. Desde entonces las instalaciones e infraestructura se han ido deteriorado con el paso del tiempo.
Con la ayuda de los Fondos Estructurales de la Unión Europea, se ha reconstruido uno de los silos y una parte de las instalaciones de la base, incluyendo toda su parafernalia militar soviética, dando una clara idea de cómo era la vida y el funcionnamiento de la base cuando estuvo activa. Desde 2012 se puede visitar la base, convertida ahora en un museo dedicado a la Guerra Fría y a la amenaza nuclear.